# Comtat d'Oklahoma
El Comtat d'Oklahoma (en anglès: Oklahoma County) és un comtat localitzat a la part central de l'estat estatunidenc d'Oklahoma. Tenia una població de 718.633 habitants segons el cens dels Estats Units del 2010. La seu de comtat i ciutat principal és Oklahoma City. El Comtat d'Oklahoma es localitza al centre de l'àrea metropolitana d'Oklahoma City. Aquest comtat és el comtat més poblat d'Oklahoma i el 81è més poblat dels Estats Units d'Amèrica.
El Comtat d'Oklahoma és un dels set comtats estatunidencs que comparteixen el seu nom amb el del seu estat. Els altres són: Comtat d'Arkansas (Arkansas), Comtat de Hawaii (Hawaii), Comtat d'Idaho (Idaho), Comtat d'Iowa (Iowa), Comtat de New York (Nova York) i Comtat de Utah (Utah).

## Història
El Comtat d'Oklahoma originalment s'anomenava «County Two» (Comtat Dos) i fou un dels set comtats originals establerts per la Llei Orgànica d'Oklahoma.
El treball polític del comtat inicialment tenia lloc en un edific en la intersecció de les avingudes Califòrnia i Robinson d'Oklahoma City fins a la construcció de l'Oklahoma County Courthouse al número 520 del carrer West Main en la dècada del 1900. El 1937, el govern del comtat va ser mogut a un edifici al número 321 de l'avinguda Park, el qual ara serveix com a palau de justícia del comtat.

## Geografia
Segons l'Oficina del Cens dels Estats Units, el comtat tenia una àrea total de 1.860 km², dels quals 1.837 km² eren terra i 24 km² (1,28%) eren aigua.

### Autovies principals
| - Interstate 35 - Interstate 40 - Interstate 44 - Interstate 235 - Interstate 240 - U.S. Highway 62 - U.S. Highway 77 | - U.S. Highway 270 - State Highway 3 - State Highway 66 - State Highway 74 - John Kilpatrick Turnpike - Turner Turnpike |

### Àrees protegides nacionals
- Oklahoma City National Memorial

### Comtats adjacents
|  |  |  |
|  |  |  |
|  |  |  |

## Demografia

Piràmide de població del Comtat d'Oklahoma (2000)

Segons el cens del 2000, hi havia 660.448 persones, 266.834 llars, i 170.773 famílies residint en el comtat. La densitat de població era de 360 persones per quilòmetre quadrat. Hi havia 295.020 cases en una densitat de 161 per quilòmetre quadrat. La composició racial del comtat era d'un 70,44% blancs, 15,03% negres o afroamericans, un 3,42% natius americans, un 2,81% asiàtics, un 0,08% illencs pacífics, un 4,36% d'altres races, i un 3,87% de dos o més races. Un 8,68% de la població eren hispànics o llatinoamericans de qualsevol raça.
Hi havia 266.834 llars de les quals un 30,90% tenien menors d'edat vivint-hi, un 46,30% eren parelles casades, un 13,50% tenien una dona vivint-hi sola, i un 36,00% no eren famílies. En un 30,20% de totes les llars, sol hi vivia una persona i en un 9,20% hi vivia algú sol d'edat 65 o més. La mitjana de mida de la llar era de 2,41 persones i la mitjana de mida de família era de 3,02 persones.
Per comtat la població s'estenia en un 25,60% menors de 18 anys, un 10,90% de 18 a 24 anys, un 30,00% de 25 a 44 anys, un 21,40% de 45 a 64 anys, i un 12,20% majors de 64 anys. L'edat mediana era de 34 anys. Per cada 100 dones hi havia 94,20 homes. Per cada 100 dones d'edat 18 i més, hi havia 90,80 homes.
L'ingrés anual de mediana per una llar era de 35.063 $, i l'ingrés anual de mediana per a una família era de 42.797 $. Els homes tenien un ingrés anual de mediana de 31.660 $ mentre que les dones en tenien de 24.279 $. La renda per capita per comtat era de 19.551 $. Un 11,70% de les famílies i un 15,30% de la població estava per sota del llindar de la pobresa, incloent-hi dels quals un 21,70% menors de 18 anys i un 8,60% majors de 64 anys.

## Entitats de població

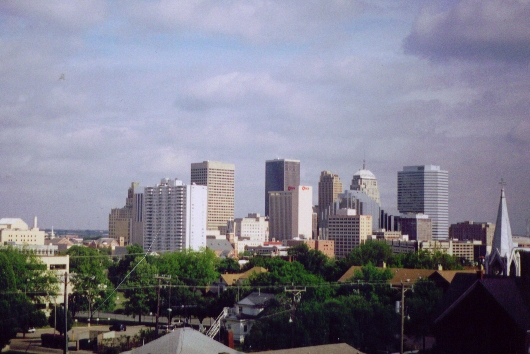
Vista d'Oklahoma City

| - Arcadia - Bethany - Choctaw - Del City - Edmond - Forest Park - Harrah - Jones | - Lake Aluma - Lake Hiawasse - Luther - Midwest City - Newalla - Nichols Hills - Nicoma Park - Oklahoma City | - Smith Village - Spencer - The Village - Valley Brook - Warr Acres - Woodlawn Park - Woods |